# 路易·沃达布勒
路易·沃达布勒（法語：Louis Vaudable，法語發音：[lwi vodabl]；1902年8月25日—1983年4月29日），出生法國多姆山省圣雷米德沙尔尼亚，過去經營過法國最著名的馬克西姆餐廳餐廳聞名於世。

## 生平
他的父親奧克塔夫·沃達布勒（法語：Octave Vaudable）20世紀初是知名餐廳諾埃爾·彼得斯（法語：Noël Peters）的負責人，接著他的父親在1932年時，又收購馬克西姆餐廳，沃达布勒家族三代都是餐廳經營者，同時也都是法國餐飲文化重要的知名人物。
1923年在巴黎高等商業研究學院畢業之後，先後前往柏林的濱海藝術酒店（法語：Hôtel Esplanade）、維也納的布里斯托爾酒店（法語：Hôtel Bristol）實習，1942年他接替父親管理馬克西姆餐廳，並且同時擁有紮實的高級商業研究文憑，以及三年的高級烹飪歷練，因此馬克西姆餐廳是當時候法國最講究的餐廳之一，而且擁有非常高品質的餐飲服務。
路易·沃达布勒是第一個從塔坦姊妹旅館（法語：l'auberge des sœurs Tatin）當中，發現獨到的翻轉蘋果塔點心，進而將此加入馬克西姆的菜單當中，使這道料理發揚光大。
沃达布勒家族專心經營餐廳事業，傳到他的兒子弗朗索瓦·沃达布勒（法語：François Vaudable），也協助路易·沃达布勒相當多年，他在1978年的時候，開始和皮爾·卡登有了跨界合作，1981年的時候，他將馬克西姆賣給皮爾·卡登。
路易·沃达布勒還曾經經營過的事業有：
- 大韋富爾餐廳的股東之一
- 曾經持有艾菲爾鐵塔二樓的儒勒·凡爾納經營權

### 獲頒獎項
- 法國榮譽軍團勳章
- 法國國家功績勳章